# 楊正奇
楊正奇（？—1631年），别號問亭，湖廣武昌府武昌縣軍籍。曾祖楊晊。祖楊時中。父楊燧。母衛氏。

## 生平
萬曆三十四年（1606年）丙午科湖廣鄉試第五名舉人，四十四年（1616年）丙辰科二甲五十九名進士，工部觀政，四十六年四月授南京兵部車駕司主事，四十七年丁憂。天啓元年（1621年）復除北兵部武選司主事，三年升郎中，管理清黄。天启五年十月升四川按察司副使，崇禎元年考察去職。三年起補山西按察司佥事，四年三月，山西廵抚宋统殷以分守冀南道参政王国相患病，请将分廵副使杨正奇改补，章下所司。陞杨正奇为山西左参政。未任而卒。

## 家族
曾祖楊晊。祖父楊時中。父楊燧，教授。母衛氏。

## 引用
1. ↑  《萬曆四十四年丙辰科進士序齒録》
2. ↑  《萬曆四十四年丙辰科進士履歷》：楊正奇，問亭，易五房，丁亥七月二十九日生。武昌县人，丙午五，会一百六十五，二甲五十九名，工部政，戊午四月授南兵部车驾司主事，己未丁憂，辛酉伏除北兵部武选司主事，癸亥加升郎中，管理青黄，乙丑升四川付使，戊辰考察，庚午補山西佥事，辛未卒。